# 남경표
남경표(1970년 5월 26일 ~ )는 대한민국의 성우이다. 1993년 EBS에 입사했으며, 물론 EBS 13기이다. 교육방송 성우극회 소속. 그런데 지금 현재는 당시 2006년에 이후로 은퇴한 상태이다.

## 학력
- 서울화계초등학교 - 1983년 졸업
- 신일중학교 - 1986년 졸업
- 서울고등학교 - 1989년 졸업
- 서울예술대학교 - 1991년 방송연예과 졸업
- 숭실사이버대학교 - 2022년 연예예술경영학과, 한국어교육과 졸업

## 주요 출연작품

### 애니메이션
- 신밧드의 모험 (EBS)
- 탑블레이드 (SBS) - 태석
- 무지개 요정 큐티하니 (SBS)
- 슈퍼맨 (SBS)
- 슬램덩크 (SBS) - 신준섭(나중) / 지섭
- 마법기사 레이어스 (SBS) - 아스코트(성장 후)
- 심슨 가족 (EBS) - 큄비
- 믹과 맥의 축구이야기 (EBS)
- 쫑알쫑알 진저 (재능TV)
- 루나 짐의 달나라 탐사대 - 짐 (EBS 2006)

### 게임
- 판타스틱 포츈 - 키엘
- 사이킥 포스 2012 - 번 그리피스

### 기타경력
- 대입수능평가 언어영역 국어듣기평가 남자성우 10여회 참여
- 리틀 제이콥(2011년)